# Саншу II
Саншу II Благочестивый (порт. Sancho II o Pio; 8 сентября 1207, Коимбра — 4 января 1248, Толедо) — четвёртый король Португалии. Он был старшим сыном Афонсу II и его супруги Урраки Кастильской. Саншу вступил на престол в 1223 году и передал его своему брату, королю Афонсу III в 1247 году.

## Биография
К моменту его вступления на трон в 1223 году Португалия была вовлечена в сложный дипломатический конфликт с римско-католической церковью. Афонсу II, его отец, был отлучен от церкви Папой Гонорием III за попытки снизить её влияние в стране. Между Саншу II и Папой было подписано соглашение из 10 пунктов, но король впоследствии мало уделял внимание его исполнению. Его приоритетом была Реконкиста, отвоевание юга Пиренейского полуострова у мавров. Начиная с 1236 года, Саншу II захватил несколько городов в Алгарве и Алентежу, укрепляя Португальские позиции в регионе.
Саншу II был способным командующим, но в столь же важных для государства административных вопросах показал себя менее компетентным. Пока все его внимание было сосредоточено на военных кампаниях, возникла почва для внутренних разногласий. Знать была недовольна курсом короля, и готовился заговор. Более того, средний класс торговцев часто ссорился с духовенством, что король оставлял без вмешательства. В результате Архиепископ Порто направил формальную жалобу Папе о бедственном положении, и, поскольку Папа обладал верховной властью на Западе в XIII веке, он издал буллу, приказав португальцам избрать себе нового короля, объявив Саншу еретиком.
В 1246 году мятежная знать пригласила на престол Афонсу, младшего брата Саншу, жившего во Франции в качестве графа Булонского. Афонсу немедленно отказался от всех своих французских владений и выступил в Португалию. Саншу был удален в 1247 году, и бежал в Толедо, где вскоре умер.
Саншу был женат с 1245 года на кастильской дворянке Месии Лопес де Аро (ум.1270), но не оставил законных наследников.

## В культуре
Саншу II стал персонажем новеллы Александра Дюма-отца «Дон Мартин ди Фрейташ», публиковавшейся в составе сборников «Воспоминания Антони» и «Пракседа».